# Каилуа-Кона
Каилуа-Кона или Кона (англ. Kailua-Kona) — туристический город (статистически обособленная местность) в округе Гавайи, штата Гавайи, США.
Расположен на западе острова Гавайи, на берегу бухты Каилуа, у вулкана Хуалалаи. Рядом — Кона (аэропорт).

## История
Кона был основан в 1810 году королём Камеамеа I как резиденция правительства и столица новообъединённого Королевства Гавайи (в 1820 году столица перенесена в город Лахайна, а в 1845 году в Гонолулу).
Позже город использовался в качестве убежища гавайской королевской семьи.
Был небольшой рыбацкой деревней, но с развитием туризма (строительством морского порта и аэропорта) превратился в главный туристический центр острова Гавайи.

## Физико-географическая характеристика

### Географическое положение
Каилуа-Кона располагается вдоль бухты Каилуа, на западном склоне вулкана Хуалалаи. В городе нет крупных рек или озёр, однако вдоль береговой линии находится множество прудов для разведения рыбы.
По данным Бюро переписи населения США, общая площадь города Каилуа-Кона — 103 км2, из которых 92 км2 являются землей и 11 км2 водой.

### Климат
Климат в Каилуа-Кона тропический, однако осадков выпадает немного, а влажный и сухой сезон выражены нечётко и плавно перетекают друг в друга. Сезонные температурные колебания очень невелики. Самый холодный месяц — январь, самый теплый — август. В январе средняя температура 23 °C, иногда опускается до 20 °C. Самая высокая температура в августе обычно держится в районе 28 °C.
Город расположен на подветренной стороне вулкана Хуалалаи, защищающего его от ветра и дождей. Утро обычно ясное, однако в течение дня облачность повышается.
| Показатель                                                 | Янв. | Фев. | Март | Апр. | Май  | Июнь | Июль | Авг. | Сен. | Окт. | Нояб. | Дек. | Год   |
| ---------------------------------------------------------- | ---- | ---- | ---- | ---- | ---- | ---- | ---- | ---- | ---- | ---- | ----- | ---- | ----- |
| Абсолютный максимум, °C                                    | 32,2 | 32,2 | 32,8 | 32,2 | 33,3 | 33,3 | 33,9 | 35,0 | 34,4 | 34,4 | 33,3  | 31,7 | 35,0  |
| Средний суточный максимум, °C                              | 27,7 | 27,8 | 28,2 | 28,7 | 29,4 | 30,1 | 30,7 | 31,1 | 31,2 | 30,7 | 29,7  | 28,3 | 29,4  |
| Средний суточный минимум, °C                               | 19,1 | 19,2 | 19,9 | 20,7 | 21,6 | 22,1 | 22,9 | 23,1 | 22,9 | 22,4 | 21,3  | 19,7 | 21,3  |
| Абсолютный минимум, °C                                     | 13   | 14   | 14   | 16   | 18   | 17   | 18   | 14   | 14   | 14   | 17    | 16   | 13    |
| Норма осадков, мм                                          | 42,7 | 24,1 | 31,2 | 14,5 | 18,3 | 13,5 | 18,3 | 17,3 | 18,3 | 22,4 | 29,2  | 34   | 283,2 |
| Источник: Погода и Климат, Western Regional Climate Center |      |      |      |      |      |      |      |      |      |      |       |      |       |

## Интересные факты
- Старт и финиш ежегодного чемпионата по триатлону Ironman находится в Каилуа-Кона[2].
- На склонах вулкана Хуалалаи произрастает разновидность арабики — кофе Кона[3].
- На севере города находится церковь Mokuaikaua, которая является старейшей христианской церковью на Гавайских островах[4].

## Известные уроженцы и жители
- Генри Йен Кьюсик — актёр, режиссёр
- Дэвид Каннингэм — американский кинорежиссёр.
- Харди-Джордан, Дилан — футболист, выступал за сборную Американского Самоа.
- Иван Косолапенко - украинский блоггер. Автор ютуб-канала "Ванька на Гавайах"